# Jocelyn Roux
Jocelyn Roux (* 28. August 1986 in Lausanne) ist ein ehemaliger Fussballspieler mit schweizerisch-französischer Doppelbürgerschaft.

## Karriere
Von 2003 bis 2008 spielte Roux in der 1. Liga, der dritthöchsten Schweizer Spielklasse, zunächst bei Étoile Carouge und anschliessend bei Stade Nyonnais. Im Jahr 2008 wechselte er zum Axpo-Super-League-Club AC Bellinzona und konnte in der höchsten Spielklasse der Schweiz Erfahrungen sammeln. In der Saison 2009/10 ist er für den FC Thun in der Challenge League im Einsatz. In der Winterpause wechselte Roux zum Abstiegsbedrohten Stade Nyonnais. Nach einer erfolgreichen Rückrunde kam er dann zur Saison 2010/11 zu FC Lausanne-Sport. Mit Lausanne-Sports durfte er in der UEFA Europa League mitwirken, da sein Verein eine Saison zuvor im Schweizer Cup den Final erreicht hatte.
Am 30. September 2013 wurde bekannt, dass Roux einen Vertrag bis Ende Saison beim Traditionsverein Servette FC Genève unterzeichnet hat. Der Vertrag wurde bis Sommer 2015 verlängert Anschliessend kehrte er eine halbe Saison beim Lausanne-Sport und wurde als Top-Scorer der Hinrunde vom FC Wil abgeworben, der damals unter der Ägide von türkischen Investoren vom Aufstieg träumte. Nach dem überraschenden Ausstieg der Investoren zu Jahresbeginn 2017 wurde der hochdotierte Vertrag von Roux per sofort aufgelöst.